# Constantin Oukhtomski
Constantin Oukhtomski (en russe : Константин Андреевич Ухтомский ; 1818-1881) est un peintre, aquarelliste, maître de la peinture d'intérieurs et architecte russe. Il est le fils du graveur Andreï Oukhtomski.

## Biographie
Selon certaines données de l'académie où il a étudié, il serait né le 1er janvier 1816,.
Il termine les cours de l'Académie russe des beaux-arts en 1838, avec le titre de peintre-architecte de XIVe classe. Pour deux aquarelles réalisées en 1838 et 1839, il obtient la médaille d'argent. Après la période de formation à l'académie, il voyage à l'étranger, d'où il rapporte de nombreuses esquisses pour ses travaux ultérieurs. En septembre 1843, il crée un « projet de maison pour un noble fortuné » qui lui fait obtenir le titre d'académicien. En 1858, pour ses vues des salles du bâtiment du Musée de l'Ermitage, il obtient le titre de membre libre d'honneur de l'Académie. Pendant quelque temps il est conservateur du musée de l'académie en remplacement de son père retraité.
Durant les dernières années de sa vie il est nommé architecte surnuméraire au ministère de la cour impériale et ingénieur en chef du ministère de la guerre. En 1872, il reçoit le titre de conseiller d'État (ru) dans la table des rangs. Il est nommé à l'ordre de Saint-Stanislas 2e degré en (1858) et à l'ordre de Sainte-Anne 2e degré en 1877.
Il est enterré au cimetière orthodoxe de Smolensk de Saint-Pétersbourg.
Le Musée de l'Ermitage a dans ses collections une cinquantaine d'aquarelles d'Oukhtomski.

## Œuvres

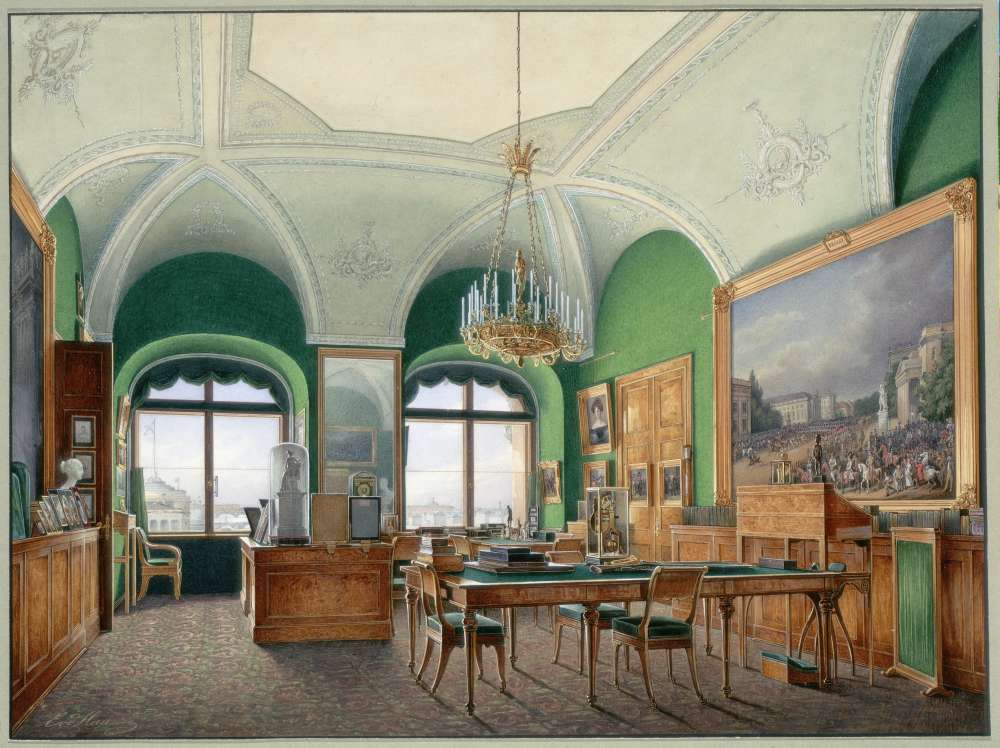
Grand bureau de Nicolas Ier.
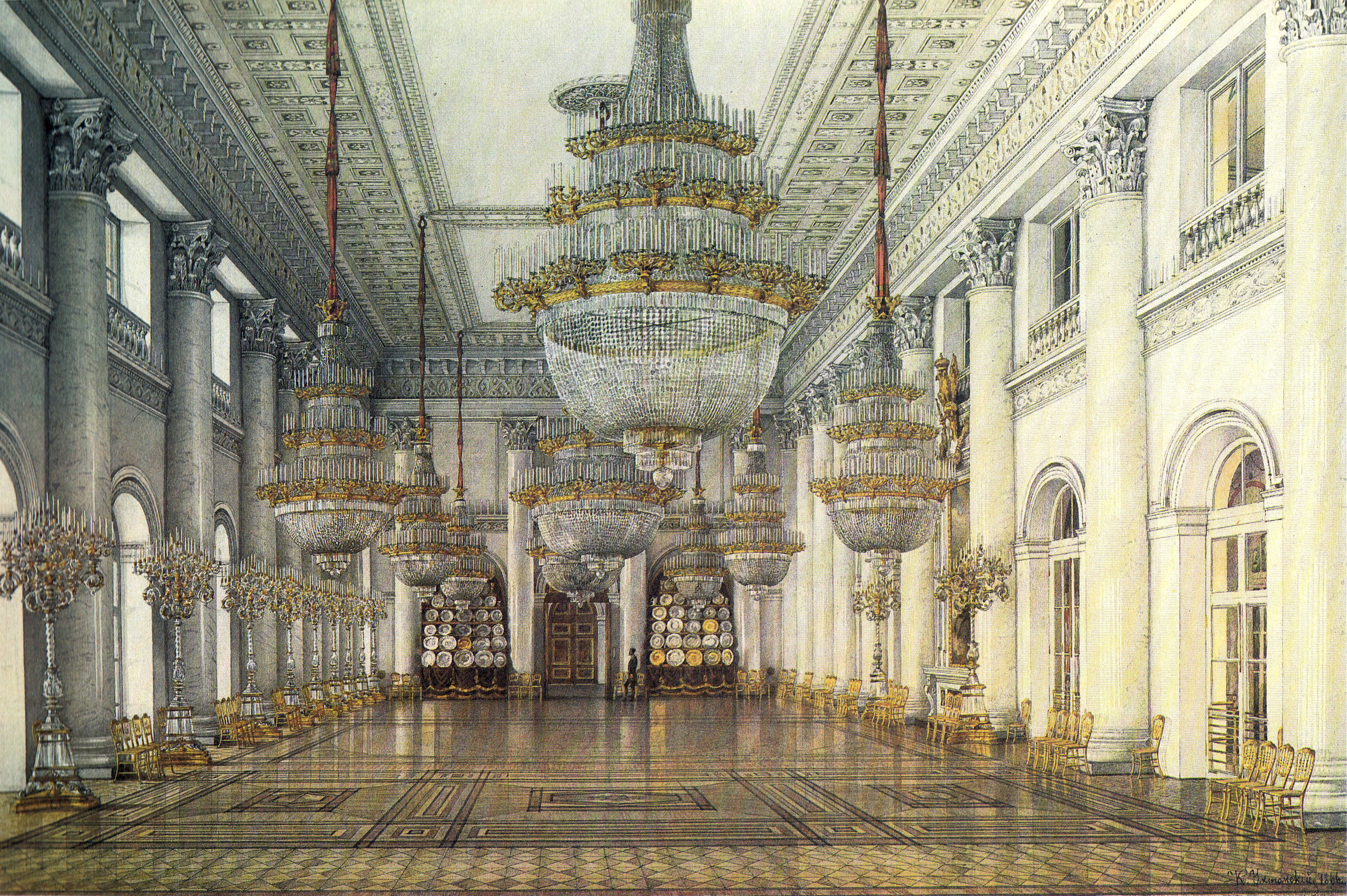
Grande salle de réception.
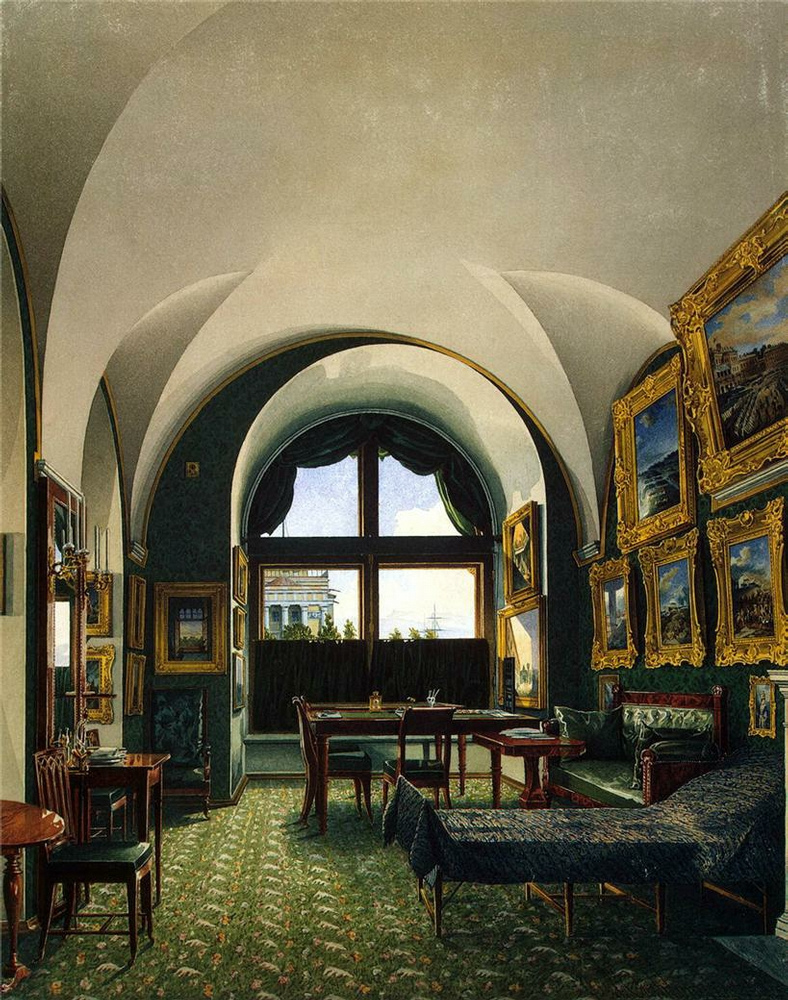
Petit cabinet de Nicolas Ier.